# Iryna Vereshchuk
Iryna Andriivna Vereshchuk (en ucraniano: Ірина Андріївна Верещук; Rava-Ruska, Unión Soviética, 30 de noviembre de 1979) es una abogada, administradora pública y  política ucraniana. El 4 de noviembre de 2021, Vereshchuk fue nombrada vice primera ministra de Ucrania y ministra de Reintegración de Territorios Temporalmente Ocupados.

## Biografía
Vereshchuk nació el 30 de noviembre de 1979 en Rava-Ruska, en el raión de Nesterovskyi (ahora Zhovkva), en óblast de Leópolis. En 1997 terminó la escuela secundaria en Rava-Ruska con honores. Entre 1997 y 2002, estudió en el Instituto Militar del Politécnico de Leópolis, donde se graduó con una especialidad en “Información Internacional”. De 2002 a 2006, estudió en la Facultad de Derecho de la Universidad de Leópolis, donde se especializó en Derecho. De 2008 a 2010, Vereshchuk estudió en el Instituto de Administración Estatal de la Región de Leópolis de la Academia Nacional de Administración Pública bajo la presidencia de Ucrania. De acuerdo con sus resultados académicos, en el verano de 2009 realizó una pasantía en la Oficina del Gabinete de Ucrania y luego se agregó al grupo de empleados del Gabinete de Ucrania. En 2011, se convirtió en estudiante de posgrado en el Instituto de Administración Estatal de la Región de Lviv de la Academia Nacional de Administración Pública bajo la presidencia de Ucrania. El 11 de noviembre de 2015, defendió una tesis sobre el tema: "Mecanismo legal y organizativo para mejorar la estructura administrativa y territorial de Ucrania" (usando como ejemplo las reformas realizadas por Polonia) y recibió el título de Candidata a Ciencias en Gestión del Estado.

## Carrera y actividad política
Después de graduarse de la Escuela Militar, Vereshchuk sirvió como oficial en el ejército ucraniano durante cinco años. Desde mayo de 2007 hasta junio de 2008, trabajó como abogada en el Ayuntamiento de Rava-Ruska. De junio a octubre de 2010, fue jefa adjunta de la Administración Estatal de la Región de Zhovkva sobre asuntos humanitarios y política exterior.
Fue elegida alcaldesa de Rava-Ruska el 30 de octubre de 2010. En ese momento, era la alcaldesa más joven de Ucrania, con 31 años de edad. Gobernó la ciudad durante cinco años. Vereshchuk fue candidata en las elecciones parlamentarias de Ucrania de 2014. Como candidata independiente obtuvo el 4,46% de los votos (6.º lugar) en el distrito electoral 122 de Ucrania (con centro en Yavoriv) y perdió las elecciones ante Volodymyr Parasyuk (quien ganó con el 56,56% de los votos). El 17 de febrero de 2015 dejó su cargo de alcaldesa de Rava-Ruska debido a lo que llamó presión constante de "pseudopatriotas".
Durante 2015 y 2016, Vereshchuk estudió en Polonia bajo el programa Kirkland, investigó la experiencia de descentralización de Polonia.
En abril de 2016, Vereshchuk se convirtió en presidenta del Centro Internacional de Estudios y Prácticas de Consenso del Báltico y el Mar Negro, que dirigió hasta 2019.

Desde septiembre de 2017 es doctora (docente) del Departamento de Ciencias Políticas de la Universidad Nacional Pedagógica Drahomanov .

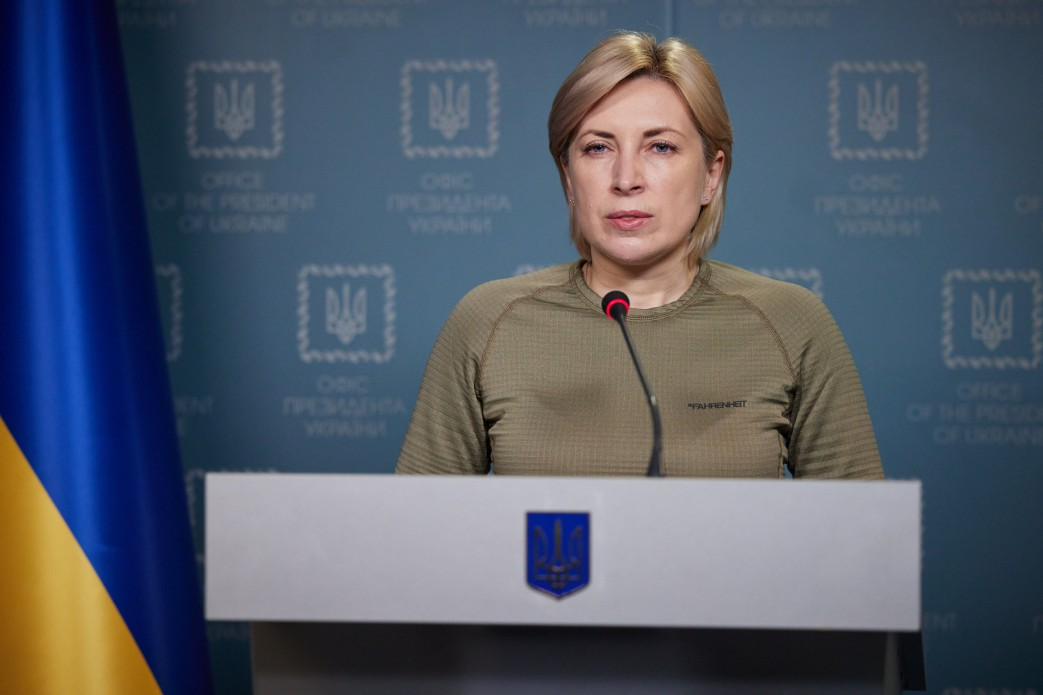
Como vice primera ministra de Ucrania

En 2019, Vereshchuk fue elegida diputada del pueblo de Ucrania en las elecciones parlamentarias de Ucrania de 2019 por el partido Servidor del Pueblo como el número 29 en su lista electoral. En el parlamento, se convirtió en presidenta del Subcomité de Seguridad Nacional y Defensa del Comité de Seguridad Nacional, Defensa e Inteligencia de la Verjovna Rada. Del 4 de septiembre al 15 de noviembre de 2019, fue representante del gobierno en la Verkhovna Rada (parlamento de Ucrania). Ella renunció a estos deberes en noviembre de 2019.
Vereshchuk fue el candidata del partido Servidor del Pueblo para el cargo de alcalde de Kiev en las elecciones locales fijadas para el 25 de octubre de 2020. La Comisión Electoral Territorial de la Ciudad de Kiev anunció el 6 de noviembre que en la elección había recibido 39.321 votos, asegurando el quinto lugar y perdiendo la elección ante el alcalde titular Vitali Klichkó, quien fue reelegido en la primera vuelta de la elección con el 50,52% de los votos. 365.161 personas habían votado por él.
El 4 de noviembre de 2021, Vereshchuk fue nombrada Vice primera ministra de Ucrania y Ministra de Reintegración de Territorios Temporalmente Ocupados.